# Emley Moor
Emley Moor este un turn de telecomunicații construit din beton armat și utilizat de către compania BBC pentru a retransmite semnale radio pe o suprafață de 10.000 de kmp. Este situat în satul Emley din Anglia.
Având o înălțime structurală de 330,4 m, Emley Moor este cea mai înaltă structură din Marea Britanie; la terminarea construcției sale a fost ca înălțime a treia structură din Europa, după Turnul Ostankino (înălțime 540 m) și Fernsehturm (înălțime 368 m).